# Federico Loygorri de la Torre
Federico Loygorri de la Torre (Màlaga, 3 de setembre de 1849 - 21 d'abril de Madrid, 1915) fou un polític i militar andalús, diputat a les Corts Espanyoles durant la restauració borbònica.

## Biografia
Fou contralmirall de l'Armada espanyola i membre de la fracció demòcrata del Partit Liberal. Fou governador civil de les Illes Balears, Osca, Navarra i Guadalajara. També fou elegit diputat pel districte de Sagunt a les eleccions generals espanyoles de 1881, on el 1883 havia substituït Mariano Ros Carsí, pel de Gandesa a les eleccions generals espanyoles de 1886 i novament pel de Sagunt a les eleccions generals espanyoles de 1898. Després fou senador per la província de València el 1901-1902, per la província de Pontevedra el 1905-1907 i vitalici des d'aleshores. Fou pare del militar Federico Loygorri Vives.